# Церковь Рождества Пресвятой Девы Марии (Гомель)
Церковь Рождества Пресвятой Девы Марии (белор. Касцёл Нараджэння Найсвяцейшай Панны Марыі) — католический храм в городе Гомель, Белоруссия. Относится к Гомельскому деканату Пинского диоцеза. Действует с 2000 года.

## История
До 1989 года в Гомельской области отсутствовали официальные институты Римско-католической церкви. Официальная деятельность была прекращена после разрушения советскими властями Костёла Успения Пресвятой Девы Марии в 1940 году. Однако, советские служащие отмечали, что католические общины Гомельщины действовали нелегально (т. н. «явочным порядком») и без официальной регистрации. По данным уполномоченного Совета по делам РПЦ и религиозных культов при СМ СССР по Гомельской области, таких общин насчитывалось четыре — одна в Хойниках, две в деревне Рудня Столбунская Ветковского района, одна в городском посёлке Паричи. Упомянутые группы действовали самостоятельно, практически без всякой опоры со стороны духовенства и состояли из небольшого количества верующих (20-40 человек), преимущественно из женщин пожилого возраста. Сохранились сведения о посещении ксендзом М. Малыничем Гомеля и Жлобина до 1967 г.. В 1958 г. Хойникская группа верующих прекратила свою деятельность, в отчёте уполномоченного Совета за 1967 г. указано, что «после прекращения разъездов в Гомельскую область кс. Малынича, распались и оставшиеся группы верующих». Как результат «собрания католиков как в Гомеле, так и в Жлобине не проводятся».
В 1987 г. католики Гомеля предприняли попытку зарегистрировать религиозное общество, для чего в органы местной власти было направлено соответствующее заявление за подписью 30 человек, подкреплённое устными просьбами в беседах с представителями власти. В феврале 1987 г. заявление было отклонено, были предприняты попытки пресечения деятельности инициаторов написания заявления, усилена работа по выявлению фактов приезда священнослужителей в Гомель и совершения ими нелегальных религиозных обрядов. В марте 1989 года Гомельский облисполком в очередной раз отказал верующим в регистрации, но в июне 1989 года позиция местных властей изменилась, так как Совет по делам религии при СМ СССР обязал их не только «зарегистрировать религиозное общество Римско-католической церкви в г. Гомеле», но и «рассмотреть вопрос об обеспечении нового религиозного общества молитвенным помещением».
В 1989 году в Гомель прибыл священник из Польши Славомир Ласковски, с деятельностью которого тесно связано дальнейшее развитие прихода. Так как возродить взорванный в 1940 костёл на прежнем месте не представлялось возможным, в соответствии с просьбами верующих, местные власти приняли решение передать верующим под религиозные нужды здание производственных мастерских комбината «Искусство» из Художественного фонда БССР. Переданное здание являлось частично разрушенной бывшей православной церковью Рождества Богородицы, построенной в 1886 году на Новиковском кладбище. По данным заведующего отделом Гомельского областного краеведческого музея В. А. Литвинова, в 1930-х гг. в этой церкви «проходили службы по римско-католическому обряду». После передачи верующим этого помещения началась его реконструкция и перестройка.
В 1990 году здание получило статус часовни Рождества Пресвятой Девы Марии, сохранив таким образом название бывшей православной церкви. Но в 1994 году началась новая масштабная перестройка, в результате которой костёл, торжественно освящённый 9 декабря 2000 года кардиналом Казимиром Свёнтеком, приобрел свой современный внешний вид. Внутреннее убранство храма продолжало обновляться. В 2012 году итальянские художники Фабио и Исмаэль Нонес расписали алтарный иконостас и одну из внутренних стен главного зала фресками в византийском стиле, посвящёнными Рождеству Пресвятой Девы Марии и сценам Страшного Суда.
В мае 2016 года в костёле установлен электронный орган.
Также в костёле находится икона «Матерь Божья Гомельская» которая почитается католиками.

## Архитектура
Храм построен на фундаменте разрушенной Церкви Рождества Богородицы. В 1990 году здание было передано Римско-католической церкви. В 1994 году начали реконструкцию. 9 декабря 2000 года построенный костёл освятил кардинал Казимир Свёнтек.
Храм Рождества Пресвятой Девы Марии представляет собой трёхнефное крестообразное здание с двумя четырёхгранными остроконечными башнями. Основная башня пристроена к центральной фасадной стене церкви, вторая — колокольня — находится у алтаря. Над парадным входом в нише установлена скульптура Девы Марии с ребёнком Иисусом, обрамлённая надписью на латинском языке «AVE MARIA VITA NOVA», фронтон венчает крест. Стены украшены пилястрами, имитирующими колонны и покрытыми сверху карнизом.
Костёл состоит из двух этажей, построен в неоготическом стиле. Здание имеет арочные и прямоугольные узкие окна-витражи, в которых находятся изображения на библейские темы. Своды отделаны деревом и соединены подстропильными балками. Внутреннее убранство скромное, строгость подчёркнута небольшими иконами со сценами Страстей Христовых на стенах храма. Основной акцент сделан на византийские фрески у алтаря, изображающие сцену Рождества Девы Марии и апостолов Андрея и Петра, и под хорами, со сценами Страшного Суда. Одно из небольших окон-розеток в верхней части одного из трансептов храма посвящено 2000 году — Великому Юбилейному Году Милосердия, объявленному Папой Иоанном Павлом II и являющимся годом освящения храма.

## Современное состояние
В настоящее время Римско-католический приход Рождества Божьей Матери ведёт активную религиозную и общественную жизнь. Епископ Пинского диоцеза Антоний Демьянко неоднократно совершал визитации в приход, 19 декабря 2012 года служение в Гомеле начал епископ-ауксилиарий Пинского диоцеза Казимир Великоселец OP. 19 мая 2013 года и 03 сентября 2015 года приход посещал архиепископ Клаудио Гуджеротти (апостольский нунций в Беларуси с 2011 по 2015 годы). 1-2 апреля 2017 года приход посещал архиепископ митрополит Люблинский Станислав Будзик. 1-2 июня 2019 года приход посетил архиепископ Габор Пинтер (апостольский нунций в Беларуси с 2016 года).
28 мая 2017 года приход покинул ксёндз Славомир Ласковски, который являлся настоятелем в течение 28 лет. С 9 сентября 2017 года настоятелем прихода является ксёндз Юрий Воронко.
С октября 2013 года в костёле регулярно проводят богослужения католики византийского обряда, 25 декабря 2014 года приход посетил архимандрит Ян Сергей Гаек — апостольский визитатор для грекокатоликов Беларуси.
В костёле регулярно проводятся богослужения на русском, белорусском и польском языках. Действуют общины Неокатехуменального пути, молитвенная группа «Живого Розария», активное участие в жизни прихода принимают католические скауты, существует группа министрантов и приходской хор. Также в костёле регулярно проводятся концерты классической музыки, при участии музыкальных коллективов города Гомеля.
Приход также реализует такие инициативы, как «Детская деревня» — интернат для детей инвалидов с особенностями психофизического развития; в тесном сотрудничестве с приходом работает «Дом милосердия», находящийся под опекой Сестёр милосердия Матери Терезы, идёт строительство нового Интегративного терапевтическо-образовательного центра.